# Farma wiatrowa Pawłowo-Gołańcz
Farma Wiatrowa Pawłowo-Gołańcz – farma wiatrowa zlokalizowana w gminie Gołańcz w województwie wielkopolskim, składająca się z 53 turbin wiatrowych o łącznej mocy 79,5 MW. Główny inwestorem i zarządcą jest EDP Renewables Polska Sp. z o.o. (EDPR). Farma Wiatrowa Pawłowo-Gołańcz wchodzi w kompleks trzech farm wiatrowych spółki EDPR zlokalizowanych w gminach Margonin, Gołańcz i Budzyń.

## Projekt
Początkowo projekt składał się z trzech podprojektów zakładających budowę 65 turbin wiatrowych na terenie gminy Gołańcz (etap I i II) oraz 31 turbin na terenie gminy Wągrowiec. Na terenie gminy Gołańcz procedury administracyjne toczyły się oddzielnie dla dwóch pod projektów: niezależnie dla 60 turbin wiatrowych wchodzących w skład etapu I Farma Wiatrowa Pawłowo-Gołańcz (90 MW), dla której planowano uzyskanie decyzji o warunkach zabudowy oraz niezależnie dla 5 turbin wchodzących w skład etapu II ww. Farmy (7,5 MW), dla których uchwalony został miejscowy plan zagospodarowania przestrzennego. Rada gminy w Wągrowcu nie była przychylna inwestycji, w związku z czym zawieszono projekt na terenie tej gminy. Projekt na terenie gminy Gołańcz z uwagi na hałas i ochronę przyrody został ograniczony do 53 turbin:
- Farma Wiatrowa Pawłowo-Gołańcz złożona z 49 turbin wiatrowych o mocy do 1,5 MW każda o łącznej mocy zespołu do 73,5 MW (etap I)
- Farma Wiatrowa Pawłowo-Gołańcz złożona z 4 turbin wiatrowych o mocy do 1,5 MW każda i o łącznej mocy zespołu do 6 MW (etap II)

## Budowa
Farma Wiatrowa Pawłowo-Gołańcz otrzymała decyzję o środowiskowych uwarunkowaniach dnia 21 września 2011 roku (dla 73,5 MW) oraz 20 maja 2011 roku (dla 6 MW). Na całość inwestycji Farma Wiatrowa Pawłowo-Gołańcz wraz z infrastrukturą towarzyszącą (GPZ Pawłowo w Rybowie, linia napowietrzna Rybowo-Sypniewo, rozbudowa GPZ Margonin w Sypniewie) uzyskano pozwolenia na budowę i prace budowlane rozpoczęto pod koniec maja 2012. Generalnym wykonawcą budowy odpowiedzialnym za wykonanie inwestycji było przedsiębiorstwo Eiffage Energie. Budowa farmy zakończyła się we wrześniu 2013 roku, po przeprowadzeniu fazy rozruchowej i testów oficjalnie uruchomiono ją 16 września.

## Turbiny wiatrowe
Turbiny FW Pawłowo-Gołańcz została wyposażona w turbiny Acciona AW 82/1500 o mocy nominalnej 1,5 MW, wysokości wieży 80 m, średnicy rotora 82 m oraz trzech łopat o długości 40 m każda, wykonanych z włókna szklanego. Turbina osadzona jest na fundamencie w kształcie ośmioboku o boku 13,6 m, wkopanego na głębokość ok. 3 m.

## Energia
Produkcja energii rozpoczyna się przy prędkości wiatru ok. 3 m/s. Przy prędkości powyżej 25 m/s turbina automatycznie zostaje wyłączona. Wytworzona energia z turbiny przesyłana jest liniami kablowymi do stacji transformatorowej GPZ w Rybowie, skąd po zmianie napięcia z 30 kV na 110 kV zostaje przesłana linią napowietrzną do GPZ Margonin i dalej do GPZ Piła w Krzewinie, następnie do Krajowego Systemu Elektroenergetycznego. Planowana roczna produkcja energii dla Farmy Wiatrowej Pawłowo-Gołańcz ma wynieść ok. 180,5 GWh. Budowa farmy powoduje ograniczenie produkcji CO2 w Polsce o 100 tysięcy ton rocznie.